# Chovanščina (film)
Chovanščina (Хованщина) è un film del 1959 diretto da Vera Pavlovna Stroeva.